# Luisa Bertana
Luisa Bertana (Quilmes, Gran Buenos Aires, 1 de gener de 1898 - Buenos Aires, 26 de juliol de 1933) fou una cantant d'òpera (mezzosoprano) argentina.

## Biografia
Des de molt jove va sentir inclinació cap al cant, després de rigorosa preparació va arribar a destacar-se a la corda mezzosoprano. Als 18 anys d'edat va ser a Itàlia on va estudiar amb el mestre Rinaldini, romanent tres anys a Europa.
El 1921, va debutar oficialment al Teatre Colón actuant en el rol de Preziosilla, la gitana de l'òpera de Verdi La forza del destino, i com Gutrune a Götterdämmerung de Wagner, de fet havia cantat una sola funció com Violetta a La Traviata el 4 de juliol de 1915 reemplaçant Amelita Galli-Curci.
A Itàlia va debutar a Pàdua a l'òpera Il trovatore accedint a La Scala de Milà el 1925, on va cantar tres temporades contractada per Arturo Toscanini debutant com a Maddalena a Rigoletto seguida per Rubria de Nerone, Meg de Falstaff, Genevieve de Pelleas et Melisande, l'estrena mundial de Nerone d'Arrigo Boito, Marina de Boris Godunov, La Gioconda d'Amilcare Ponchielli, Brangane de Tristán e Isolda, en l'estrena italià de Khovànsxina de Músorgski com Marfa i altres rols de mezzo dirigida per Héctor Panizza, Vittorio Gui i Victor de Sabata. També va actuar sota la direcció de l'argentí Ferrucio Calusio i de l'italià Angelo Questa (1901-1960), amb el qual va contreure matrimoni.
Així mateix va actuar als escenaris del Teatre Costanzi de Roma, del San Carlo de Nàpols a Dafni de Giuseppe Mulé, del Covent Garden de Londres, a Torí, Rio de Janeiro i naturalment al Teatre Colón de Buenos Aires, on va tenir papers protagonistes entre 1924 i 1930 a les òperes Norma, com Adalgisa el 1929, Il trovatore, Aïda com Amneris, La vida breve de Manuel de Falla y Matheu, La campana sommersa, d'Ottorino Respighi, Debora e Jaele, d'Ildebrando Pizzetti i altres obres de repertori.
El 1926 va participar en l'estrena mundial dOllantay, de Constantino Gaito, i a Amaya, al costat de Hina Spani. La seva última temporada al Colón va ser la de 1929 on va cantar l'Ortruda de Lohengrin de Richard Wagner.
Va oferir nombroses representacions a Quilmes, la seva ciutat natal, a l'antic Teatre Colón de la Societat Italiana, entitat que va ser la major difusora de la música d'aquella zona. Els estius que podia romandre al seu país els passava al seu poble natal on residia la seva família.
Luisa Bertana va contreure pulmonia i va morir a Buenos Aires, en l'apogeu de la seva veu, tenia 44 anys.
El seu nom designa una de les sales de l'Escola Municipal de Música i Art Escènic de Buenos Aires, així com un carrer de Quilmes.
Queden gravacions als segells HMV, Odeon i Fonotipia.